# Louis Bouët
 (juillet 2018).
Pour les articles homonymes, voir Bouet.
Louis Jean Joseph Bouët, né le 6 avril 1880 à Montfaucon-sur-Moine (Maine-et-Loire), et,  mort le 9 juillet 1969 à Saumur, est un militant syndicaliste révolutionnaire de la Fédération nationale des instituteurs et une personnalité du Parti communiste français.
Il est élu en 1921 au Comité directeur du Parti communiste français (PCF). En 1922, il démissionne de ce Comité directeur, et refuse de siéger au bureau confédéral de la CGT où il avait été élu.

## Biographie
(mai 2014).
- 1897 : il est reçu à l'Ecole normale d'Angers.
- 1905 : son épouse, Gabrielle Dechezelles, et lui signent le Manifeste des instituteurs syndicalistes.
- 1906 : L. Bouët adhère au Parti socialiste SFIO.
- 1912 : son épouse et lui rédigent le Manifeste des instituteurs syndiqués .
- 1913 : l'existence du syndicat est menacé, ils font front et contribuent à la survie du mouvement.
- 1915-1916 : aux congrès de la Fédération socialiste du Maine-et-Loire, tenus à Paris, L. Bouët mène l'action anti "union sacrée". Il rencontre Léon Trotsky.
- 1919 : au congrès syndical de Tours, il devient secrétaire fédéral et pose les fondements d'une Internationale de l'enseignement.
- 1920 : délégué au congrès de Tours, où il représente le Maine-et-Loire, il a signé, pour le Comité de la III e Internationale, la motion qui se prononce pour l'adhésion à celle-ci. Il intervient durant le congrès pour indiquer qu'entre parti et syndicat il ne doit exister aucune subordination. Durant cette année, il est révoqué de l'enseignement.
- 1921 : il commence à s'occuper de l'Ecole émancipée. Au congrès de Marseille du PC, il est désigné au Comité directeur.
- 1922 : il se prononce contre le Front unique et démissionne du Comité directeur. Dans le Bulletin communiste, il déclare ne pas pouvoir assister aux séances. En juin, lors du congrès de Saint-Etienne de la CGTU, il est élu au Bureau confédéral mais refuse d'y siéger.
- 1924 : le bureau politique du PC lui offre le secrétariat général de L'Humanité mais il refuse cette proposition.
- 1925 : sa révocation de l'enseignement est levée.
- 1927 : il quitte le PC.
- 1930 : il adhère au Cercle communiste démocratique.
- 1940 : il est arrêté et interné en Dordogne.

## Sources
- Dictionnaire biographique du mouvement ouvrier français, Les Éditions de l'Atelier, 1997.
- Dictionnaire biographique, mouvement ouvrier, mouvement social : notice biographique.